# Séminaire de Kaunas
Le séminaire de Kaunas (en lituanien Kauno kunigų séminaireija) est un séminaire catholique situé à Kaunas, la deuxième ville de Lituanie. Il abrite le département de la Faculté de théologie catholique de l'Université Vytautas Magnus de Kaunas. Il propose des études de licence, de maîtrise et de doctorat. Les études commencent par le cours préparatoire.
Les séminaristes de l'archidiocèse de Kaunas, du diocèse de Šiauliai et du diocèse de Vilkaviškis étudient au séminaire. En 2005, il y avait 37 enseignants, dont 6 professeurs, et 65 séminaristes.

## Liens Internet
- Site officiel
- Notices d'autorité :   - VIAF
- Page d'accueil

## Source de traduction
- (de) Cet article est partiellement ou en totalité issu de l’article de Wikipédia en allemand intitulé « Priesterseminar Kaunas » (voir la liste des auteurs).